# Jefferson (Texas)
Jefferson è una città ed è il capoluogo della contea di Marion, Texas, Stati Uniti. Al censimento del 2010, la popolazione era di 2.106 abitanti.

## Geografia fisica
Secondo lo United States Census Bureau, ha un'area totale di 4,4 mi² (11,40 km²).

## Società

### Evoluzione demografica
Secondo il censimento del 2010, la popolazione era di 2.106 abitanti.

### Etnie e minoranze straniere
Secondo il censimento del 2010, la composizione etnica della città era formata dal 59,7% di bianchi, il 36,0% di afroamericani, lo 0,3% di nativi americani, lo 0,7% di asiatici, lo 0,0% di oceanici, l'1,2% di altre razze, e il 2,0% di due o più etnie. Ispanici o latinos di qualunque razza erano il 3,1% della popolazione.